# Temelucha evetriae
Temelucha evetriae là một loài tò vò trong họ Ichneumonidae.